# Diskpropp

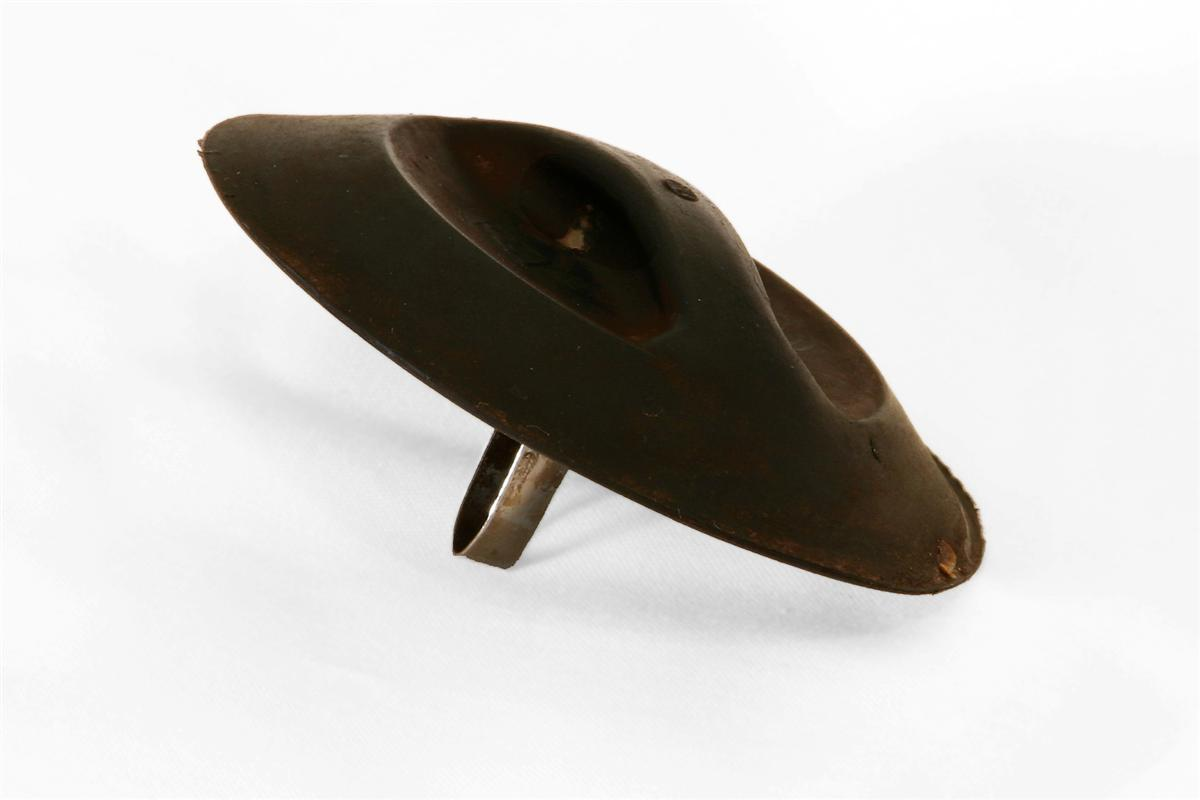
En diskpropp med "pigg".

En diskpropp används för att försluta avloppsöppningen och förhindra vattnet i en diskho att rinna ut då man diskar eller av andra skäl vill att vattnet ska stanna kvar.
En diskpropp är ofta gjord i ett gummiliknande material, som är bra på att forma sig efter omgivningen och hålla tätt. Man skiljer ofta på två olika sorters diskproppar, med "pigg" undertill och försänkta diskproppar.
För tvättställ kallas den tvättställspropp och används när man exempelvis handtvättar.
Det finns även en vattenspärr för kökets sköljho (vasken), för att spara på sköljvattnet. Den kallas vaskplatta.